# Naaf
Naaf o Naf és un braç de la badia de Bengala que forma una part de la part occidental del districte de Sittwe (Akyab) a Arakan, i separa l'estat Rakhine de la divisió de Chittagong a Bangladesh. Naaf és el nom bengalí donat a l'estuari anomenat en birmà Anaukngay (que vol dir "Petit país occidental"). Té uns 50 km de llarg i 5 d'ample a la seva boca i està situat a 20° 45′ N, 92° 30′ E / 20.750°N,92.500°E. L'entrada està protegida per l'illa de Shahpuri, que fou la causa immediata de la primera Guerra Anglobirmana de 1824-1826: el setembre de 1823 un petit destacament britànic que ocupava l'illa fou atacat per tropes arakaneses manades pel raja de Ramri, el que va provocar poc després l'esclat de les hostilitats. A certa distància de la costa i ha les illes deshabitades anomenades pels britànics St. Martin i Oyster. L'antic township de Naaf o Anaukngay, que el 1881 tenia una població de 53.804 habitants i 344 pobles, es trobava entre l'estuari a l'oest i les muntanyes Mayu a l'est, tocant a la badia de Bengala pel sud, tenint capital a Maungdaw; fou després un dels townships que amb el nom de Maungdaw va formar el districte de Maungdaww.